# Toxomerus virgulatus
Toxomerus virgulatus är en tvåvingeart som först beskrevs av Macquart 1850.  Toxomerus virgulatus ingår i släktet Toxomerus och familjen blomflugor. Inga underarter finns listade i Catalogue of Life.